# Масований ракетний обстріл України 8 січня 2024
8 січня 2024 збройні сили Російської Федерації завдали масованого удару зі стратегічних бомбардувальників Ту-95 та ракетоносіїв МіГ-31.
Загалом із 59 повітряних цілей 26 було знищено українськими силами ППО.
Під удар потрапили: Хмельницький, Кривий Ріг, Запоріжжя, Дніпро, Харків.

## Перебіг подій
Близько 2:00 (UTC+2) 8 січня було зафіксовано зліт 11 бомбардувальників Ту-95мс з аеродрому в Мурманській області. Які попрямували до акваторії Каспійського моря для пуску ракет Х-101/555.
Близько 6:30 з Нижньогородської області було зафіксовано зліт 4 МіГ-31К. Які здійснили пуски аеробалістичних ракет Х-47М2 «Кинджал».
Також Ту-22М3 з Курської та Воронезької області здійснили пуск  Х-22/32.

## Обстріли[8]

### Харків
По самому Харкову завдано щонайменше 4 удари, пошкоджень зазнало підприємства та навчальний заклад. Постраждала 53-річна жінка.
У Змієві з під завалів врятували 90 та 60-річних чоловіків, під завалами також перебувала жінка. 

### Запоріжжя
У Запоріжжі пролунали 5 вибухів, ракети поцілили по житлових районах міста, постраждали 4 людини.

### Кривий Ріг
У Кривому розі повідомляється про влучання у торговий центр, пошкоджено понад 20 приватних будинків, та 3 школи, на жаль є загибла.

### Хмельниччина
У Хмельницькій області сталося 6 вибухів, було влучання в об'єкт критичної інфраструктури міста через це загинуло 3 людини, в деяких будинках вибито шипки. Зайнялась пожежа яку потім загасили рятувальники ДСНС. Про це повідомили в ОВА. На місцях подій працювали оперативні та рятувальні служби.

## Статистика
| Регіон                                               | Місце                                                | Зброя                                                | К-ть  | Влучання, загиблі/поранені                                                       |
| ---------------------------------------------------- | ---------------------------------------------------- | ---------------------------------------------------- | ----- | -------------------------------------------------------------------------------- |
| Україна                                              | Україна                                              | Shahed 136                                           | 8     | 8 збиті ППО                                                                      |
|                                                      |                                                      |                                                      |       |                                                                                  |
| Харківська обл.                                      | Харків                                               | С-300                                                | 7     | влучання по закладу профтех освіти, пошкоджена будівля залізниці                 |
| Харківська обл.                                      | Зміїв                                                | С-300                                                | 7     | обстріл приватних житлових будинків                                              |
|                                                      |                                                      |                                                      |       |                                                                                  |
| Дніпропетровська обл.                                | Кривий Ріг                                           | ракетний удар                                        | 18/44 | влучання у торговий центр, жертви: 0/1                                           |
| Дніпропетровська обл.                                | Лозуватка                                            | ракетний удар                                        | 18/44 | влучання у приватний житловий будинок, жертви: 1/0                               |
| Дніпропетровська обл.                                | Новомосковськ                                        | ракетний удар                                        | 18/44 | пошкоджені адмінбудівлі, заправки, п'ятиповерхівка, приватні авто, жертви: 0/24  |
| Запорізька обл.                                      | Запоріжжя                                            | ракетний удар                                        | 18/44 | влучання на відкриті території поруч з будинками, жертви: 0/4                    |
| Хмельницька обл.                                     | Хмельницька обл.                                     | ракетний удар                                        | 18/44 | влучання в об'єкт критичної інфраструктури пошкоджені деякі будинки, жертви: 3/0 |
| Україна загалом (не рахуючи систем С-300/C-400)      | Україна загалом (не рахуючи систем С-300/C-400)      | Україна загалом (не рахуючи систем С-300/C-400)      | 18/44 | Жертви: 61/171                                                                   |
| Відсоток ракет, перехоплених ППО та іншими засобами: | Відсоток ракет, перехоплених ППО та іншими засобами: | Відсоток ракет, перехоплених ППО та іншими засобами: | 41 %  | 41 %                                                                             |
|                                                      |                                                      |                                                      |       |                                                                                  |
| РФ, Волгоградська обл.                               | РФ, Волгоградська обл.                               | Х-101                                                | 1/1   | відомо ракету що передчасно впала на поле                                        |